# Сарић бр. 1
Сарић бр. 1 је једнокрилни једноседи авион мешовите конструкције, претежно направљен од дрвета и платна, са неувлачивим класичним стајним трапом. Конструисао га је пионир југословенског ваздухопловства Иван Сарић 1910. године, по угледу на авион Луја Блериоа, али са доста оригиналних решења. била је то прва летелица направљена на простору Југославије.

## Развој
Сарић је авион најпре средином јуна 1910. изложио у холу градског хотела у Суботици, да би га потом пребацио на хиподром поред града где је крајем истог месеца извео прве летове. Временом је толико овладао техником летења да је у септембру на висини од 30 метара прелетео 3 километра и изводио је заокрете. Уопште узевши, Сарић је типичан представник тадашњих пионира авијације: био је истовремено проналазач, конструктор, мајстор и сам себи наставник летења. Поред тога био је и свестрани спортиста и у више наврата учествовао је на спортским такмичењима у Краљевини Србији. 
Сарић бр. 1 имао је погон на клипни троцилиндрични мотор Анзани 18,5 kW (24,8 КС) и дрвену двокраку елсису фиксног корака Гаруда ДРП пречника 2,21 m. Дужина летелице била је 7,5 метара са размахом крила од 8,5 м. Максимална брзина авиона износила је 50 км/ч, а полетна маса 320 кг.
Незадовољан летним особинама модела „Бр. 1“, Сарић га 1911. је прерадио у модел „Бр. 2“ на који је уградио седмоцилиндрични ротативни мотор од 44 kW (60 КС) немачког произвођача Делфоса из Келна. Међутим, непознато је да ли је успео да полети овим авионом.